# 達氏非鯽
達氏非鯽，為輻鰭魚綱䲁形目麗魚科的其中一種，分布於非洲西部的淡水流域，體長可達40公分，棲息在底層水域，生活習性不明。

## 擴展閱讀
維基物種上的相關：達氏非鯽